# Hintonia candens
Hintonia candens es una especie de pez linterna de la familia Myctophidae. Esta especie habita en la parte sur de los océanos, crece hasta una longitud máxima de 13 centímetros (5,1 pulgadas). 
Hintonia candens es la única especie conocida de su género.